# Taylor Dent
Taylor Phillip Dent (* 24. April 1981 in Newport Beach, Kalifornien) ist ein ehemaliger US-amerikanischer Tennisspieler.

## Karriere
Taylor Dent begann seine Profikarriere 1998. Nach einigen Erfolgen auf kleineren Turnieren gelang ihm am 7. Juli 2002 in Newport sein erster Titel auf der ATP Tour. Sein erfolgreichstes Jahr war 2003, in dem er drei weitere Titel gewann. 2004 erreichte er das Finale von Tokio, verlor dort jedoch gegen Jiří Novák mit 7:5, 1:6, 3:6. Zwei weitere Finalteilnahmen gelangen ihm 2005 in Indianapolis und Adelaide. In der Doppelkonkurrenz erreichte er 2004 zusammen mit Alex Bogomolow das Finale von Peking.
Für die US-amerikanische Davis-Cup-Mannschaft bestritt er in der Saison 2003 in der Begegnung gegen Kroatien eine Einzelpartie, die er gegen Mario Ančić mit 1:2 verlor.
2010 stellte Dent sowohl bei den French Open als auch in Wimbledon mit Aufschlaggeschwindigkeiten von 240 km/h bzw. 238 km/h jeweils einen neuen Turnierrekord auf. Am Ende der Saison 2010 beendete er seine Profikarriere.

## Privatleben
Taylor Dent ist der Sohn des Australian-Open-Finalisten von 1974, Phil Dent. Am 8. Dezember 2006 heiratete er die Tennisspielerin Jennifer Hopkins.

## Erfolge
| Legende                       |
| Grand Slam                    |
| Tennis Masters Cup            |
| ATP Masters Series            |
| ATP International Series Gold |
| ATP International Series      |
| ATP Challenger Tour (4)       |

| Titel nach Belag |
| Hartplatz (2)    |
| Sand (0)         |
| Rasen (1)        |
| Teppich (1)      |

### Einzel

#### Turniersiege

##### ATP World Tour
| Nr | Datum              | Turnier | Belag     | Finalgegner         | Ergebnis      |
| 1. | 7. Juli 2002       | Newport | Rasen     | James Blake         | 6:1, 4:6, 6:4 |
| 2. | 17. Februar 2003   | Memphis | Hartplatz | Andy Roddick        | 6:1, 6:4      |
| 3. | 22. September 2003 | Bangkok | Hartplatz | Juan Carlos Ferrero | 6:3, 7:65     |
| 4. | 29. September 2003 | Moskau  | Teppich   | Sargis Sargsian     | 7:65, 6:4     |

##### ATP Challenger Tour
| Nr. | Datum              | Turnier   | Belag         | Finalgegner    | Ergebnis       |
| --- | ------------------ | --------- | ------------- | -------------- | -------------- |
| 1.  | 8. Juni 2001       | Surbiton  | Rasen         | Neville Godwin | 4:6, 7:63, 6:2 |
| 2.  | 20. September 2009 | Tulsa     | Hartplatz     | Wayne Odesnik  | 7:69, 7:64     |
| 3.  | 14. November 2009  | Knoxville | Hartplatz (i) | Ilija Bozoljac | 6:3, 7:66      |

#### Finalteilnahmen
| Nr | Datum            | Turnier      | Belag     | Finalgegner       | Ergebnis              |
| 1. | 10. Oktober 2004 | Tokio        | Hartplatz | Jiří Novák        | 7:5, 1:6, 3:6         |
| 2. | 3. Januar 2005   | Adelaide     | Hartplatz | Joachim Johansson | 5:7, 3:6              |
| 3. | 24. Juli 2005    | Indianapolis | Hartplatz | Robby Ginepri     | 6:4, 0:6, 0:3 Aufgabe |

### Doppel

#### Turniersiege
| Nr. | Datum            | Turnier | Belag         | Partner    | Finalgegner               | Ergebnis |
| --- | ---------------- | ------- | ------------- | ---------- | ------------------------- | -------- |
| 1.  | 3. Dezember 2000 | Urbana  | Hartplatz (i) | Mardy Fish | Noam Behr Michael Russell | kampflos |